# Государственный Омский русский народный хор
Государственный академический Омский русский народный хор  — советский и российский музыкальный коллектив, основанный в 1950 году.

## История
Коллектив основан в 1950 году заслуженным деятелем искусств РСФСР и собирателем сибирских песенных традиций Еленой Владимировной Калугиной. Для программы нового хора ею были записаны и обработаны большое количество сибирских народных песен. Главной задачей, стоящей перед Еленой Калугиной, была сохранение в основе творчества нового коллектива сибирского народного творчества и уникальной для тех краев песенной стилистики.
Первым директором хора был заслуженный работник культуры РСФСР Юрий Юровский. Вместе с Еленой Калугиной им были приглашены артисты со всей Омской области и других регионов России. В 1953 году хор отправился в первую заграничную поездку. Коллектив был удостоен премии и золотой медали Всемирного фестиваля молодежи и студентов в Бухаресте 1953 года.
В 1962 году коллектив возглавил народный артист СССР, лауреат Государственной премии им. Глинки Георгий Николаевич Пантюков. Под его руководством коллектив достиг больших успехов. В это время репертуар хора пополняют музыкально-хореографические композиции «Масленица», «Веретенце», «Пимы», «Чай-чаек», «Край сибирский богатырский». Зарубежные программы пополняются обработками греческих, итальянских, французских, английских песен.
В 1971 году Омский хор соревновался с Государственным русским народным хором имени М. Е. Пятницкого за Государственную премию им. Глинки. Решением жюри премией были награждены оба коллектива.
В 1994 году Омский русский народный хор возглавил А. А. Попов. С 1998 по 2005 — А. К. Зобов. Под его руководством были созданы великолепные программы: «Эх, ты, удаль молодецкая», «Первый парень на деревне», «Частушка наша русская», «Листая страницы пройденных лет», «Работать и жить по-русски», «Фантазии на тему русских народных песен» и многие другие. Главным балетмейстером коллектива долгие годы оставался заслуженный артист РФ Л. А. Титов.
Его сменили заслуженный работник культуры РФ В. А. Кригер, а затем О. Г. Сидорская. С 2013 года коллектив вновь возглавляет Александр Зобов.
В 2020 году коллективом начал управлять коллегиальный орган — художественный совет.
В 2022 году присвоено звание «Академический».
В 2023 году хор был удостоен Национальной премии «Имперская культура» имени Эдуарда Володина.

## См.также
- Музыкальное искусство в Омске